# عیسی العیدونی
عیسی العیدونی (عربی: عيسى بلال العيدوني؛ زادهٔ ۱۳ دسامبر ۱۹۹۶) بازیکن فوتبال اهل فرانسه-تونس است.

## باشگاهی
از باشگاه‌هایی که در آن بازی کرده‌است می‌توان به باشگاه فوتبال فرنتس‌واروش و باشگاه فوتبال آنژه اشاره کرد.

## تیم ملی
وی همچنین در تیم ملی فوتبال تونس بازی کرده‌است.